# Обыкновенный перепел
Обыкнове́нный пе́репел, или перепёлка (Coturnix coturnix (Linnaeus, 1758); устаревшее научное название — лат. Coturnix dactylisonans s. communis), — птица из трибы Coturnicini семейства фазановых (Phasianidae). В прошлом перепелов добывали, во-первых, как дичь, употребляемую в пищу, во-вторых — в качестве певчей птицы и для устройства перепелиных боёв.
Наряду с немым перепелом, является единственной перелётной птицей отряда курообразных.

## Внешний вид

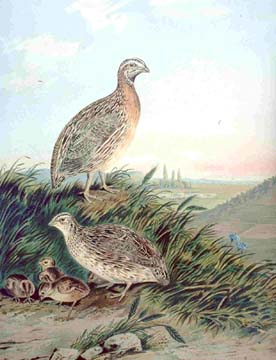
Самец и самка перепела с птенцами у гнезда

Этот вид был впервые описан Карлом Линнеем в своей книге «Systema naturae» в 1758 году как «Tetrao coturnix».
Длина тела 16—22 см, вес 91—131 грамм.
Оперение охристого цвета, верх головы, спина, надхвостье и верхние кроющие перья хвоста в тёмных и светлых бурых поперечных полосках и пятнах, позади глаз рыжеватая полоска. У самца щёки тёмно-рыжие, зоб рыжий, подбородок и горло чёрные. Самка отличается от него бледно-охристым подбородком и горлом и присутствием чёрно-бурых пятен (пестрин) на нижней части туловища и боках.

## Распространение
Обыкновенный перепел распространён в Европе, Африке и Западной Азии; в России — на востоке до Байкала. Обитает в полях на равнинах и в горах. Зимует в Африке и Юго-Западной Азии, главным образом в Южной Африке и в Индостане. Гнездится по всей Европе и Азии до Северной Африки, Ближнего Востока, Ирана и Туркестана. Прилетает на юг в начале апреля, на север в начале мая.

## Размножение

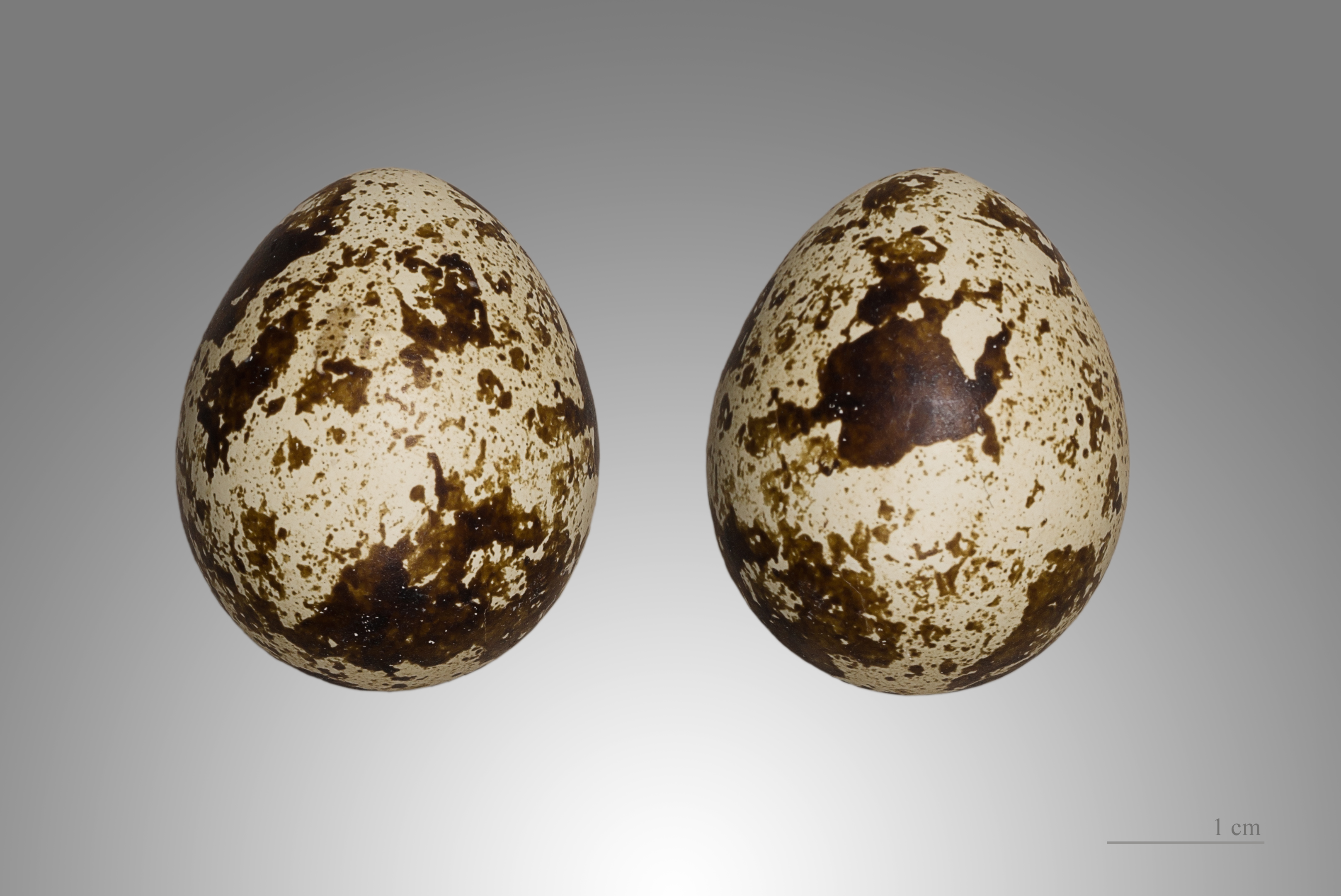
Яйца перепелов

Как только подрастёт трава, перепел начинает кричать и самцы вступают между собой в бой из-за самки. Гнёзда устраивают на земле. Самка откладывает 8—20 яиц палевого цвета с чёрно-бурыми пятнами; высиживает 15—17 суток и выводит птенцов без участия самца.

## Образ жизни
Птица ведёт наземный образ жизни, питается семенами и насекомыми, которые ползают по земле. Когда поспевают хлеба, перепела переселяются в поля, быстро откармливаются и сильно жиреют. Отлетают, смотря по широте, с конца августа по конец сентября. Пища главным образом растительная (семена, почки, побеги), реже насекомые.

## Люди и перепела

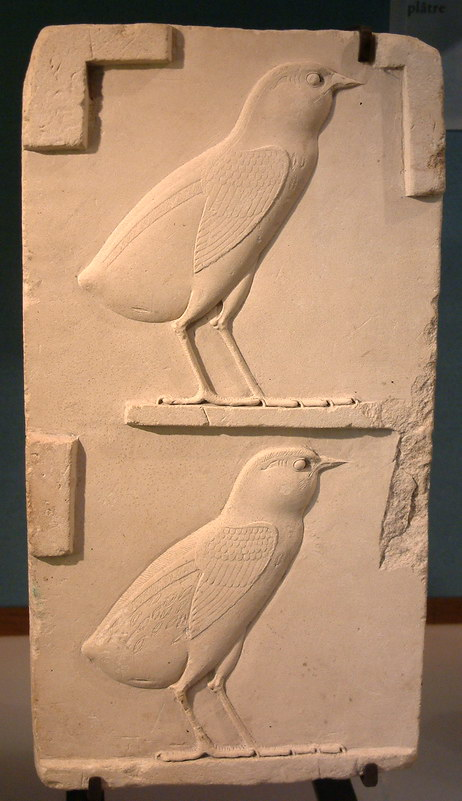
Древнеегипетские иероглифы, изображающие перепелят (Лувр, Париж)

Мясо перепелов очень вкусное. Минеральные удобрения и пестициды, рассеиваемые на полях, приводят к отравлениям и резкому снижению численности перепелов, ранее служивших объектом охоты во время осеннего пролёта в Крыму и на Кавказе.
Неволю перепел переносит очень хорошо. В Средней Азии перепелов держат в клетках как бойцовую птицу и ради «пения» — громкого токового крика.
В честь перепела названа провинция (марз) Армении - Лори.

В Древнем Египте изображение перепелёнка использовалось в качестве иероглифа для звуков «в» и «у»: 
| w |

### История перепелиного промысла в России
В дореволюционной России (до 1917 года) перепел служил объектом охоты, а также в качестве певчей птицы и для проведения перепелиных боев.

#### Охота

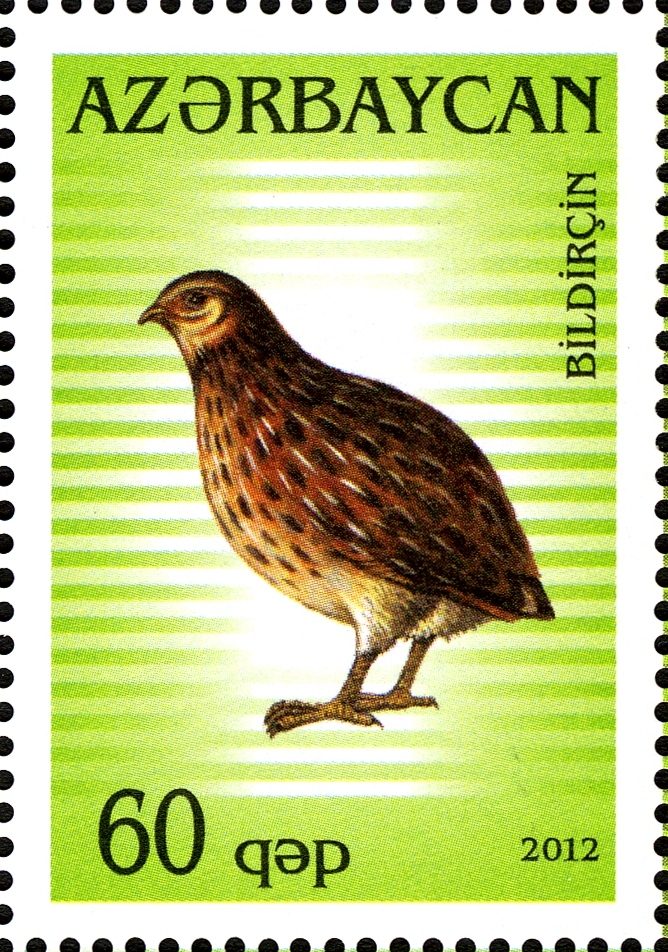
Перепел на почтовой марке Азербайджана

Главная ловля перепела производилась в течение мая, июня и июля, преимущественно на утренней или вечерней заре, но только тогда, когда уже нет росы. Для ловли употребляли сеть и дудки или живую самку перепела. Сеть расстилали по траве или яровому посеву, причём охотник садился у края, противоположного той стороне, откуда был слышен крик перепела, и затем начинал «бить в дудку», которая подражала голосу самки перепела и состояла из костяного пищика с приложенными к нему кожаными мехами. Вместо употребления дудок под сеть в клетке сажали также живую «кликовую» самку перепела, непременно годовалую и перезимовавшую в неволе. Когда перепел, подманенный дудкой или самкой, подходил под сеть, охотник вставал на ноги, птица вспархивала и запутывалась в ячеях сети. «Незаманенные»[неизвестный термин], то есть ненапуганные птицы были чрезвычайно смелы и, не опасаясь человека, нередко вскакивали под сетью на клетку с самкой. Среди пойманных птиц «рыцари» (то есть хорошо кричащие перепела) попадались очень редко, и для добывания их у охотников-любителей имелись особые агенты, которые заранее подыскивали и выслушивали по лугам и полям хороших криковых перепелов. Криковых перепелов сажали в клетку и вывешивали на щеглах (то есть на высокой жерди), в вершине которой устраивали кровельку с передней и задней стенкой, под которую и подтягивали на веревке клетку. Голос хорошего перепела можно было слышать в тихую погоду версты за две, а по ветру — даже дальше. Летняя охота на перепела начиналась после уборки хлебов и продолжалась до отлёта.
Способы добывания перепелов были чрезвычайно разнообразны: кроме охот ружейной и с ястребами, общих для всякой мелкой дичи, перепелов ловили в особые наволочные сети, верхний край которых поднимали на длинных лёгких шестиках. Сеть эта наволакивалась на перепела вместе с собакой, сделавшей над перепелом стойку. В Туркестанском крае перепела ловили сачком. На Кавказе перепела привлекали в настороженные сети огнём и звоном в колокольчик. В Крыму охотники высматривали ожиревших к осени, а потому тяжёлых на подъём перепелов верхом на лошади и крыли их с лошади конусообразной сетью. Кроме того, перепелов ловили в громадном количестве силками, расставлявшимися в клеверных и других полях, а также «перемётными сетями», растягивавшимися, наподобие перевесов, на пролётном пути между высокими деревьями, в просеках и ущельях. По действовавшим до 1917 года законам охота на перепела воспрещалась с 1 марта по 15 июля, за исключением охоты с сетью на самцов-перепелов, которая разрешалась с 1 мая.

#### Пение перепелов
Перепелов ценили за голос самца («кричат» одни самцы, а самки только «тюрюкают»), имеющий, однако, мало сходства с теми звуками, которые принято называть пением, и разделяющийся на мамаканье (или ваваканье) и крик (или бой). Ваваканье «ва-ва» обыкновенно повторяется от одного и до трёх раз; крик «пить-пиль-пить», по-охотничьи, состоит из трёх отдельных колен: «подъёма», «проволочки» и «отлива». Наиболее славился криковыми перепелами Суджанский уезд Курской губернии; вообще же хорошие перепела попадались во всей Курской губернии, большей части Воронежской и в некоторых уездах Орловской, Тульской, Тамбовской и Харьковской губерний.

#### Перепелиные бои
В Туркестане бои (драки) самцов-перепелов между собой составляли своеобразный среднеазиатский спорт, которому многие сарты предавались с увлечением. Владельцы бойцовых перепелов носили их обыкновенно за пазухой. Ареной боя, всегда сопровождаемого заключением пари, служили обширные ямы, по стенкам которых рассаживались зрители.

### Отравления мясом диких перепелов
В разных источниках описаны многочисленные случаи отравления мясом обыкновенного перепела. Причины отравлений длительное время были неизвестными, хотя первые сведения о них были опубликованы в литературе ещё в XVII веке. В частности, «Описание Украины от пределов Московии до границ Трансильвании, составленное Гильомом Левассер да Боплан» (перевод 1660 года), содержит следующие строки:
«В этой местности водится особый род перепёлки с синими ногами и смертоносный для тех, кто её съедает». Однако предположение Боплана о принадлежности ядовитых перепелов к «особому роду», отличающемуся цветом ног, являются ошибочными.
Причиной отравления является кумуляция (накопление) в мясе птиц ядовитых веществ после поедания птицами семян пикульника. Алкалоиды, содержащиеся в семенах этого растения, вызывают блокирование окончаний двигательных нервов в поперечно-полосатой мускулатуре. Действие многих токсинов строго специфично, поэтому перепела могут питаться без вреда для себя семенами некоторых растений, ядовитых для человека и домашних животных. Яд стоек к высокой температуре. Термическая обработка мяса перепелов его не разрушает. Отравление у людей отмечается в результате употребления не только мяса «ядовитых» птиц и супов из них, но и картофеля, жареного на перепелином жире. Клиника отравления проявляется спустя 3—4 часа, а иногда через 1 час (в крайне редких случаях через 15—20 часов) после употребления токсичного мяса. Первым симптомом является общая слабость, люди с трудом могут передвигать ноги, а иногда перестают двигаться вообще. Чуть позже возникает острая боль, локализированная в икроножных мышцах, а затем — опоясывающая боль в пояснице, в области спины и груди. Дыхание становится поверхностным и частым. Затем сильные боли также возникают в руках и шее. Движение конечностей (их сгибание и разгибание), особенно рук, становится невозможным из-за болей, возникает скованность. Боли сохраняются от 2 до 12 часов, иногда до суток, крайне редко — 2—3 дня. Как правило, смертельный исход отсутствует.
Имеются работы, указывающие, что причиной отравления мясом перепелов могут быть семена цикуты (веха ядовитого), которыми питаются птицы. В этом случае мясо птиц накапливает такие количества токсина, что даже малое его количество вызывает отравление. Обыкновенные перепела способны без вреда для себя питаться плодами болиголова, а мясо таких птиц может вызвать у человека симптоматику отравления кониином. Последний по оказываемому действию на организм человек сходен с никотином, но характеризуется сильным парализующим действием на центральную нервную систему и на нервно-мышечные синапсы. Кроме кониина, в семенах болиголова содержится целый ряд алкалоидов и крайне токсичный коницеин. Клиника отравления мясом перепелов, питавшихся плодами болиголова, проявляется в развитии чувства тошноты, рвоты, диареи, болей в животе, повышенного слюнотечения, головокружения, происходит расширение зрачков, отмечаются парестезии кожных покровов и снижения осязания. Помимо этого происходит нарушение акта глотания, ослабляется пульс, возникает брадикардия, понижается температура тела, возможно развитие обморока, невралгических болей, развивается общий паралич (преимущественно восходящий). Возникновение судорог зависит от наступающей асфиксии, и в тяжёлых случаях летальный исход наступает от удушья, паралича дыхания.
При отравлениях мясом перепелов, содержащим цикутотоксин, содержащимся в семенах вёха ядовитого, развиваются общая слабость, оцепенение, головокружение, коликообразные боли в животе, наблюдается частая рвота, кожные покровы бледнеют, зрачки расширяются, отмечается одышка, пульс замедляется, развивается слюнотечение. Токсин воздействует на центры продолговатого мозга — сначала возбуждающе, а затем парализующее. В связи с этим отмечаются сильные судороги, во время которых может наступить смерть вследствие паралича дыхательного центра.

## Классификация
Международный союз орнитологов выделяет пять подвидов:
- C. c. coturnix
- C. c. conturbans — обитают на Азорских островах (Hartert, 1920).
- C. c. inopinata — Довольно многочисленная популяция на островах Кабо-Верде (Hartert, 1917)[15].
- C. c. erlangeri — встречается в Эфиопии (Zedlitz, 1912).
- C. c. africana — описан К. Я. Темминком и Г. Шлегелем в 1849 году; зимует в Африке, некоторые мигрируют на север из Южной Африки (Мадагаскар, Коморские острова и др.).

## Генетика
Кариотип: 78 хромосом (2n).
Молекулярная генетика
- Депонированные нуклеотидные последовательности в базе данных EntrezNucleotide, GenBank, NCBI, США: 580 (по состоянию на 30 марта 2015).
- Депонированные последовательности белков в базе данных EntrezProtein, GenBank, NCBI, США: 322 Архивная копия от 31 августа 2020 на Wayback Machine (по состоянию на 30 марта 2015).

Геном: 1,35 пг (C-value).